# Bagnet wz. 27
Bagnet karabinowy wz. 27 – nowa nazwa dla polskich bagnetów, wcześniej oznaczonych jako wz.22 oraz wz.24, których nazwy zmieniono w roku 1933. Bagnet ten był identyczny jak dwa pozostałe, z tą różnicą, że pasował on do wszystkich karabinów Mausera używanych w Wojsku Polskim. 
Bagnety wz.22 i wz.24 były pasowane indywidualnie dla każdego modelu karabinu, co było sporą niedogodnością. Bagnet wz.27 był przeznaczony dla karabinów Mauser oraz zmodyfikowanego karabinu Mosin w wersji 1891/98/25.

## Konstrukcja
Zastosowano głownię z obustronnym zbroczem o sztychu centrycznym z symetrycznym, jednosiecznym piórem. 
Wszystkie części metalowe bagnetu były polerowane. Okładziny wykonano z drewna bukowego, impregnowanego przez gotowanie w pokoście lnianym, które przytwierdzano do trzonu bagnetu dwiema śrubami z gładkimi główkami i nakrętkami. Przy jelcu umieszczono otwory drenażowe. Przycisk blokady posiadał dwa nacięcia po bokach. Na głowicy wybijano oznaczenie wzoru, jednak zaprzestano tego po roku 1930, stąd też bagnety oznaczone w ten sposób są obecnie dość rzadkie. Na progu tylnego płazu głowni umieszczano znak producenta "PERKUN", znaki kontroli fabrycznej oraz znak odbioru wojskowego. W związku z tym, że każdy z kontrolerów posiadał imienny znak kontrolny, rozróżnia się całą ich gamę. Numer serii umieszczano zarówno na progu przedniego płazu głowni, jak i na jelcu. Na progu przedniego włazu głowni wybijano godło polskie orła w koronie oraz litery W.P., które umieszczano pod orłem.

### Pochwa
Dławik przymocowany do płaszcza pochwy za pomocą jednej śrubki. Na szyjce pochwy, po wewnętrznej stronie umieszczany był zazwyczaj numer seryjny, który powinien być zgodny z numerem bagnetu. Na stronie zewnętrznej umieszczano znaki kontroli jakości i odbioru. 